# Corhiza complexa
Corhiza complexa is een hydroïdpoliep uit de familie Halopterididae. De poliep komt uit het geslacht Corhiza. Corhiza complexa werd in 1905 voor het eerst wetenschappelijk beschreven door Nutting. 